# 大山郁夫
大山郁夫（1880年9月20日—1955年11月30日）是一位日本政治人物。

## 生平
1880年出生于兵库县赤穗郡若狭野村（现相生市）。早稻田大学毕业后留校任教，1917年加入朝日新闻社，第二年因为白虹贯日事件离职，1919年加入黎明会，1921年返回早稻田大学任教。1933年任教于美国西北大学图书馆和政治科学系，1947年返回日本。1951年获得斯大林和平奖。
1955年逝世，享年75岁。